# Patsíderos
Patsíderos, en grec moderne : Πατσίδερος est un village du dème de Minóa Pediáda, en Crète, en Grèce. Selon le recensement de 2011, la population de Patsíderos compte 247 habitants. Il est situé à une altitude de 564 m et à 29 km de Héraklion.